# Nuoljatunneln
Nuoljatunneln är en järnvägstunnel genom fjället Nuolja väster om Abisko i Kiruna kommun. Den 1 431 meter långa, enkelspåriga tunneln utgör en del av Malmbanan. Tunneln öppnades för trafik 1990 och ersatte då den äldre, ursprungliga, 875 meter långa tunneln från 1902.